# مايكل روجرز (دراج)
مايكل روجرز (بالإنجليزية: Michael Rogers) مواليد 20 ديسمبر 1979 في نيوساوث ويلز، أستراليا، هو دراج أسترالي في صنف سباق الدراجات على الطريق. شارك في دورة الألعاب الأولمبية الصيفية وفاز بميدالية أولمبية.

## سجل النتائج

### سباقات أو مراحل فاز بها
- طواف فرنسا
- بطولة العالم لسباق الدراجات على الطريق
- طواف إيطاليا

### المراكز
- حقق المركز الـ 2 في طواف سويسرا 2005
- حقق المركز الـ 9 في سباق طواف فرنسا 2006
- حقق المركز الـ 6 في طواف إيطاليا 2009
- حقق المركز الـ 8 في طواف إقليم الباسك 2009

## الميداليات
| الميدالية | المسابقة                       |
| --------- | ------------------------------ |
| برونزية   | الألعاب الأولمبية الصيفية 2004 |

## روابط خارجية
- مايكل روجرز على موقع الاتحاد الدولي للدراجات (الإنجليزية)
- مايكل روجرز على موقع أرشيف الدراجات (الإنجليزية)
- مايكل روجرز على موقع إحصائيات الدراجات الإحترافية (الإنجليزية)
- مايكل روجرز على موقع نسبة الدراجات (الإنجليزية)
- مايكل روجرز على موقع CycleBase (الإنجليزية)
- مايكل روجرز على موقع أوليمبيديا (الإنجليزية)
- مايكل روجرز على موقع اللجنة الأولمبية الأسترالية (الإنجليزية)